# Factor de forma

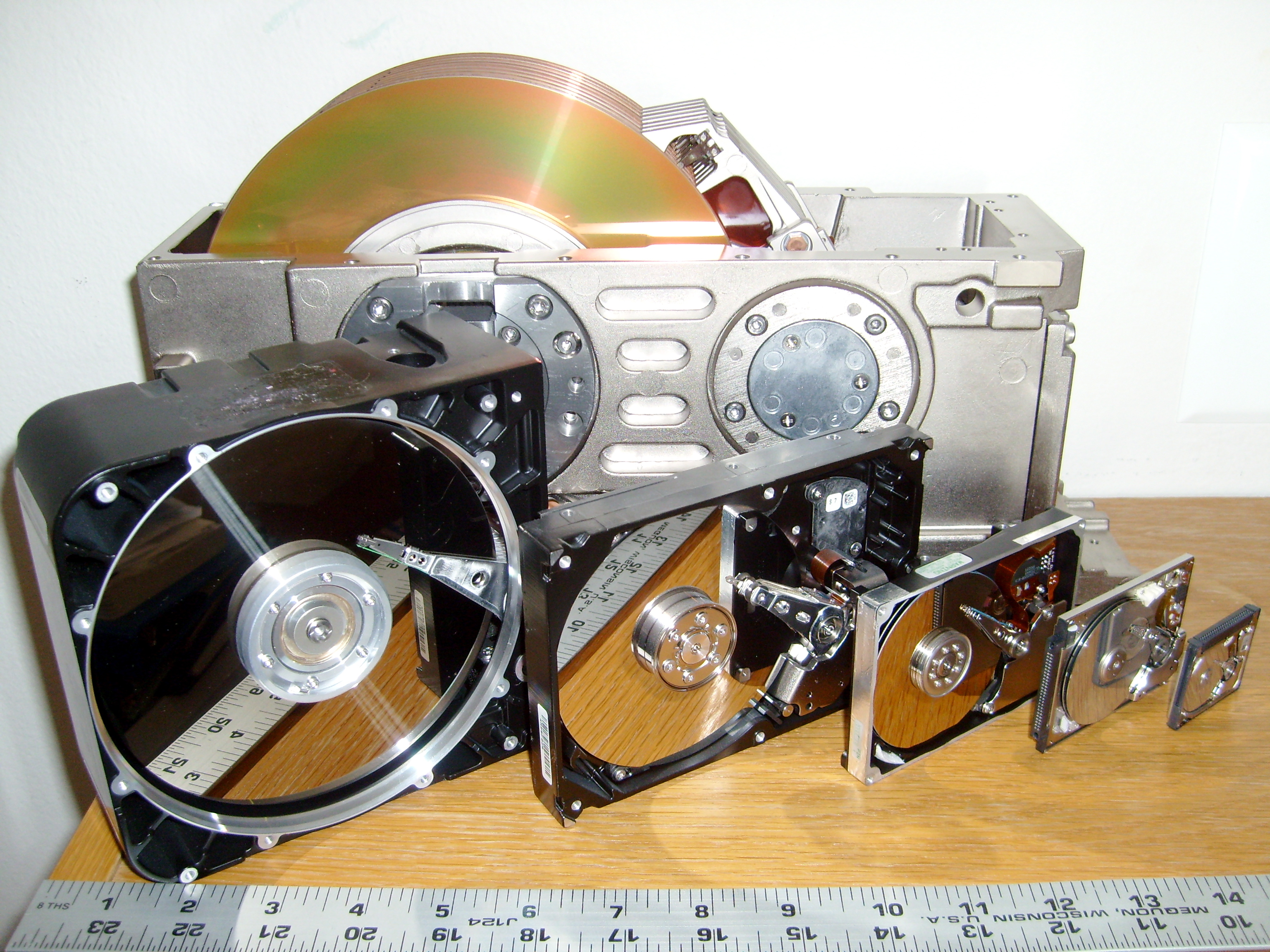
Seis unidades de disco duro con cajas abiertas que muestran platos y cabezas; Se representan diámetros de disco de 8, 5,25, 3,5, 2,5, 1,8 y 1 pulgada.

Factor de forma (en inglés: form factor) son los estándares que definen algunas características físicas de las placas madres para computadoras personales.

## Motivación
Una computadora personal se compone de diversas piezas independientes entre sí. Por ejemplo, la placa base, la carcasa, la fuente de alimentación, etc. Cada uno de estos componentes es proporcionado por un fabricante distinto. Si no existiera un acuerdo mínimo entre estos fabricantes, no sería posible la conjunción de estos componentes. Por ejemplo, una placa base podría no entrar físicamente en la carcasa, o el enchufe de una fuente de alimentación podría ser incompatible con el correspondiente conector de la placa base.

## Utilidad
Un factor de forma define características muy básicas de un componente del equipo para que pueda integrarse en el resto de la computadora, al menos, física y eléctricamente. Desde luego, esto no es suficiente para garantizar la interconexión de dos componentes, pero es el mínimo necesario. Las características definidas en un form factor son:
- La forma de la placa base: cuadrada o rectangular.
- Sus dimensiones físicas exactas: ancho y largo. Esta última dimensión se asimila con el término «profundidad», que va desde el «borde frontal» al borde de los conectores externos de E/S o «borde trasero».
- La posición de los anclajes. Es decir, las coordenadas donde se sitúan los tornillos.
- Las áreas donde se sitúan ciertos componentes. En concreto, las ranuras de expansión y los conectores de la parte trasera (para teclado, ratón, USB, etc.)
- La forma física de los conectores a la fuente de alimentación.
- Las conexiones eléctricas de la fuente de alimentación, es decir, cuántos cables requiere la placa base de la fuente de alimentación, sus voltajes y su función.

## Estándares
Hasta la fecha se han definido (y comercializado) diversos factores de forma. Estos evolucionan a medida que los componentes tienen más requerimientos de interoperabilidad.
Los más importantes son:
- E-ATX. Versión Extendida de ATX. Usado en Workstation, y PC de altas prestaciones.
- ATX. El formato más común hoy día.
- microATX. Formato reducido y económico, popular hoy en día.
- Mini-ITX, Nano-ITX y Pico-ITX. Formatos muy reducidos de VIA Technologies.
- BTX. Evolución de ATX propuesta por Intel. Buscó mejorar ruido y refrigeración, pero salvo en la fuente de poder no fue aceptada ni compatible con ATX. Fracasó en muy poco y fue totalmente descontinuada.

Los factores de forma de dimensiones reducidas han cobrado protagonismo en la construcción de barebones y HTPC.